# Aniuar Gueduyev
Aniuar Borisovich Gueduyev –en ruso, Аниуар Борисович Гедуев– (Psygansu, 26 de enero de 1987) es un deportista ruso de origen cabardino que compite en lucha libre.
Participó en los Juegos Olímpicos de Río de Janeiro 2016, obteniendo una medalla de plata en la categoría de 74 kg. En los Juegos Europeos de Bakú 2015 obtuvo la medalla de oro en la categoría de 74 kg.
Ha ganado una medalla de bronce en el Campeonato Mundial de Lucha de 2015 y dos medallas de oro en el Campeonato Europeo de Lucha, en los años 2013 y 2014.

## Palmarés internacional
| Juegos Olímpicos   | Juegos Olímpicos           | Juegos Olímpicos  | Juegos Olímpicos |
| Año                | Lugar                      | Medalla           | Categoría        |
| ------------------ | -------------------------- | ----------------- | ---------------- |
| 2016               | Río de Janeiro (Brasil)    | Medalla de plata  | 74 kg            |
| Campeonato Mundial |                            |                   |                  |
| Año                | Lugar                      | Medalla           | Categoría        |
| 2015               | Las Vegas (Estados Unidos) | Medalla de bronce | 74 kg            |
| Juegos Europeos    |                            |                   |                  |
| Año                | Lugar                      | Medalla           | Categoría        |
| 2015               | Bakú (Azerbaiyán)          | Medalla de oro    | 74 kg            |
| Campeonato Europeo |                            |                   |                  |
| Año                | Lugar                      | Medalla           | Categoría        |
| 2013               | Tiflis (Georgia)           | Medalla de oro    | 74 kg            |
| 2014               | Vantaa (Finlandia)         | Medalla de oro    | 74 kg            |